# Bombardeio alemão da Grã-Bretanha, 1914-1918

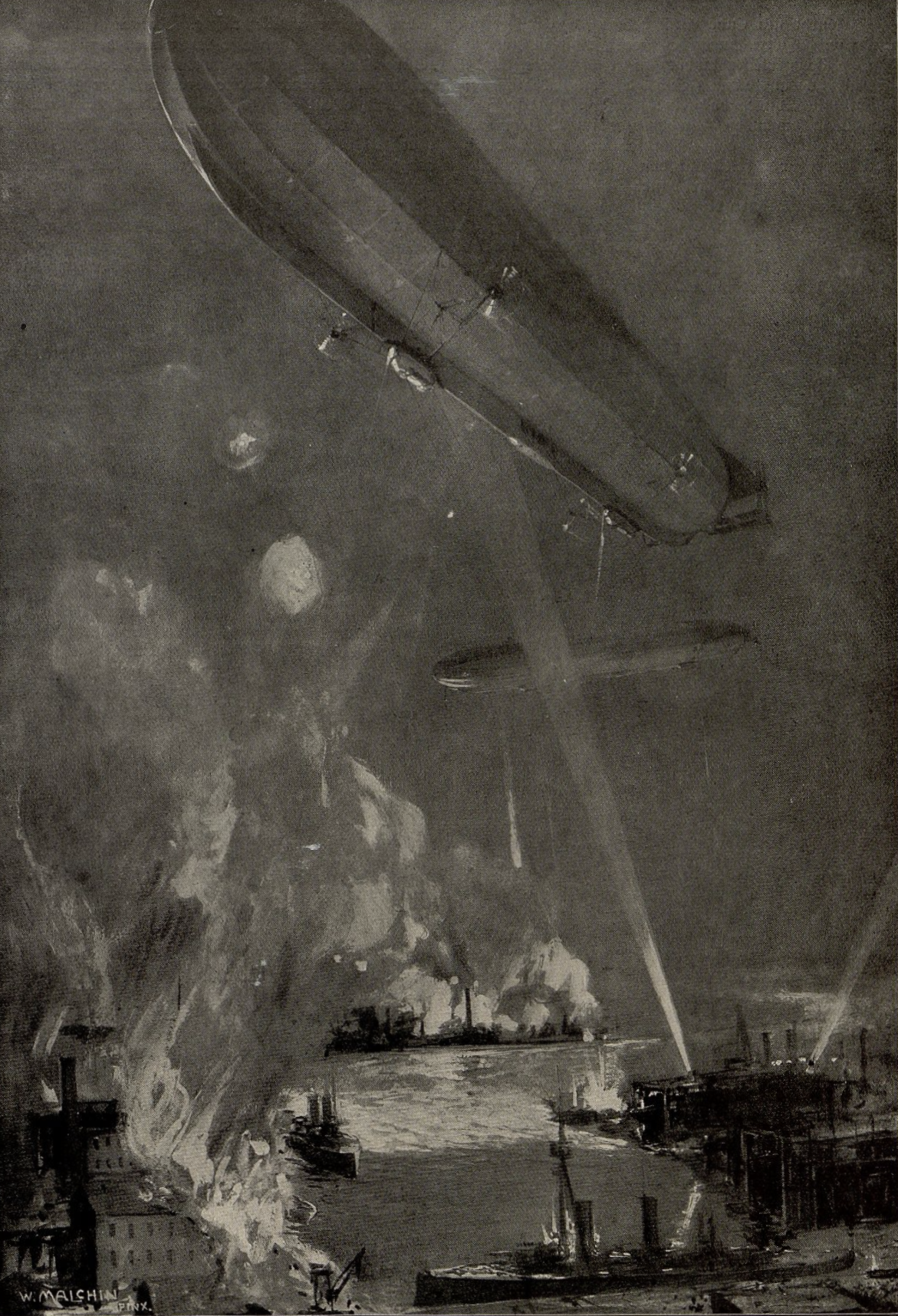
Dirigíveis alemães atacam Elswick, Newcastle-upon-Tyne, junho de 1915 (ilustração de W. Malchin)

Uma campanha aérea alemã da Primeira Guerra Mundial foi realizada contra a Grã-Bretanha. Após vários ataques de hidroaviões, a campanha principal começou em janeiro de 1915 com dirigíveis. Até o Armistício, o Marine-Fliegerabteilung (Departamento de Aviação da Marinha) e o Die Fliegertruppen des deutschen Kaiserreiches (Corpo Voador Imperial Alemão) montaram mais de cinquenta bombardeios. Os ataques eram geralmente referidos na Grã-Bretanha como ataques Zeppelin, mas dirigíveis Schütte-Lanz também foram usados.
O clima e os voos noturnos dificultaram a navegação do dirigível e o bombardeio preciso. As bombas costumavam ser lançadas a quilômetros do alvo (um ataque a Londres atingiu Hull) e atingir instalações militares era uma questão de sorte. As baixas civis tornaram os Zeppelins objetos de ódio. As medidas defensivas britânicas tornaram os ataques de dirigíveis muito mais arriscados e, em 1917, eles foram amplamente substituídos por aviões. O efeito militar dos ataques foi pequeno, mas causou alarme, interrupção da produção industrial e desvio de recursos da Frente Ocidental. A preocupação com a condução da defesa contra os ataques, cuja responsabilidade foi dividida entre o Almirantado e o Departamento de Guerra, levou a um inquérito parlamentar sob Jan Smuts e à criação da Royal Air Force (RAF) em 1º de abril de 1918.
Dirigíveis fizeram 51 bombardeios na Grã-Bretanha durante a guerra, nos quais 557 pessoas foram mortas e 1 358 feridas. Os dirigíveis lançaram 5 806 bombas, causando danos no valor de £ 1 527 585. Oitenta e quatro dirigíveis participaram, dos quais 30 foram abatidos ou perdidos em acidentes. Os aviões realizaram 52 ataques, lançando 2 772 bombas de 73,5 toneladas longas (74,7 t) de peso para a perda de 62 aeronaves, matando 857 pessoas, ferindo 2 058 e causando £ 1 434 526 em danos. O bombardeio alemão foi chamado, por alguns autores, de primeira Blitz, aludindo à Blitz da Segunda Guerra Mundial. A organização de defesa desenvolvida pelos britânicos prenunciou o sistema de interceptação controlado por terra usado na Segunda Guerra Mundial.